# Myrosław Turko
Myrosław Pyłypowycz Turko, pol. Mirosław Julian Turko, ukr. Мирослав Пилипович Турко, ros. Мирослав Филиппович Турко, Mirosław Filippowicz Turko (ur. 2 października 1918 w Mościskach, Austro-Węgry, zm. 29 września 1981 we Lwowie) – polsko-ukraiński piłkarz, grający na pozycji napastnika, trener piłkarski.

## Kariera piłkarska

### Kariera klubowa
Podczas nauki w ukraińskim gimnazjum w Przemyślu rozpoczął swoje występy piłkarskie. W wieku 16 lat debiutował jako napastnik miejscowego klubu Sian Przemyśl, który wraz z Ukrainą Lwów był jednym z najlepszych ukraińskich klubów w przedwojennej Polsce. Lubił czytać, posługiwał się językiem ukraińskim, polskim, czeskim i niemieckim. Również uczestniczył w występach teatralnych. Kiedy rozpoczęła się II wojna światowa ożenił się, a potem wyjechał do pracy do Austrii. W Wiedniu próbował swoich sił w najlepszym austriackim klubie Rapid Wiedeń. Po zakończeniu wojny powrócił do Lwowa, gdzie już czekała na niego żona z córeczką Ulaną. Potem grał w radzieckich klubach Spartak Lwów i OBO Lwów, w którym zakończył karierę piłkarską.

## Kariera trenerska
Po zakończeniu kariery piłkarskiej pozostał w OBO Lwów, w którym przez wiele lata pomagał trenować kadrę, a od maja do końca 1957 roku stał na czele klubu. Również prowadził Naftowyk Drohobycz i Awanhard Tarnopol. Kiedy rozpoznano u niego ciężką chorobę było za późno na leczenie. Wkrótce 29 września 1981 roku zmarł we Lwowie.

## Sukcesy i odznaczenia

### Sukcesy trenerskie
SKA Lwów
- wicemistrz strefy 2 Klasy B Mistrzostw ZSRR: 1957